# Bazi nagy görög lagzi 2.
A Bazi nagy görög lagzi 2. (eredeti cím: My Big Fat Greek Wedding 2) 2016-ban bemutatott amerikai romantikus filmvígjáték, amelyet Nia Vardalos forgatókönyvéből Kirk Jones rendezett. A film producere Gary Goetzman, Tom Hanks és Rita Wilson volt. A film a 2002-es Bazi nagy görög lagzi folytatása. A főbb szerepekben Vardalos, John Corbett, Lainie Kazan, Michael Constantine, Andrea Martin, Ian Gomez és Elena Kampouris látható.
Az Amerikai Egyesült Államokban 2016. március 25-én mutatta be az Universal Pictures, Magyarországon 2016. március 31-én került a mozikba. Bár összességében kedvezőtlen kritikákat kapott, bevételi szempontból sikert aratott.

## Szereplők
| Szereplő                   | Színész               | Magyar hang          |
| -------------------------- | --------------------- | -------------------- |
| Toula                      | Nia Vardalos          | Liptai Claudia       |
| Ian                        | John Corbett          | Széles László        |
| Paris                      | Elena Kampouris       | Csifó Dorina         |
| Maria                      | Lainie Kazan          | Győry Franciska      |
| Gus                        | Michael Constantine   | Reviczky Gábor       |
| Voula néni                 | Andrea Martin         | Szirtes Ági          |
| Nick                       | Louis Mandylor        | Galbenisz Tomasz     |
| Nikki                      | Gia Carides           | Farkasinszky Edit    |
| Taki                       | Gerry Mendicino       | Barbinek Péter       |
| Angelo                     | Joey Fatone           | Bodrogi Attila       |
| Mana-Yiayia                | Bess Meisler          | Halász Aranka        |
| Athena                     | Stavroula Logothettis | Spilák Klára         |
| Mike                       | Ian Gomez             | Besenczi Árpád       |
| Panos                      | Mark Margolis         | Szersén Gyula        |
| George                     | John Stamos           | Czvetkó Sándor       |
| Anna                       | Rita Wilson           | Götz Anna            |
| Bennett                    | Alex Wolff            | Baráth István        |
| Rodney Miller              | Bruce Gray            | Szokolay Ottó        |
| Harriet Miller             | Fiona Reid            | Hámori Ildikó        |
| Marge                      | Kathryn Greenwood     | Németh Kriszta       |
| A Northwestern képviselője | Rob Riggle            | Csík Csaba Krisztián |